# 纳雍乡
纳雍乡，是中华人民共和国贵州省毕节市织金县下辖的一个乡镇级行政单位。

## 行政区划
纳雍乡下辖以下地区：
爱国村、和平村、联盟村、一心村、布苗村、六荫支村、八耳岩村、顺山村、三岔土村、鼠场村、上红岩村和新普村。